# Etha flavocoxata
Etha flavocoxata là một loài tò vò trong họ Ichneumonidae.